# Magnetkonten-Computer

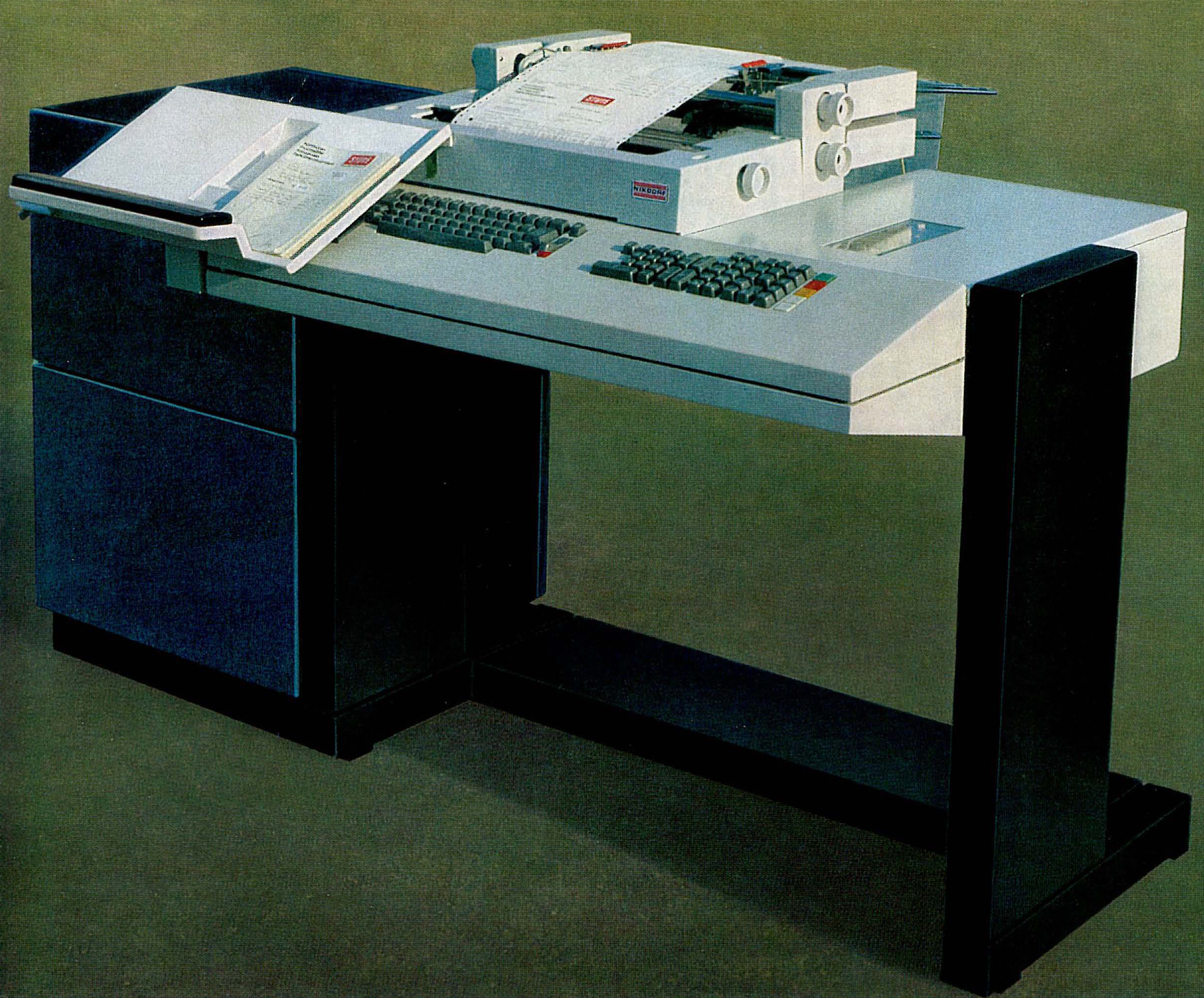
Nixdorf System 820

Magnetkonten-Computer (abgekürzt: MKC) waren auf Buchungsvorgänge spezialisierte Computersysteme aus der Mittleren Datentechnik. Sie stellten eine grundlegende Neuentwicklung der Buchungsmaschine auf Basis eines Elektronenrechners dar und boten erstmals die Möglichkeit zur elektronischen Speicherung und Verarbeitung von Buchungsdaten. Als Speichermedium diente das Magnetkonto, im Wesentlichen ein herkömmliches Buchblatt (auch: Konto), auf dessen Vorder-/Rückseite zusätzlich, zu den gedruckten Zahlen, die Daten auf einem Magnetstreifen gespeichert wurden.
In der Form eines kompletten Systems mit an einen bestimmten Zweck gebundener Hard- und Software, zählt der Magnetkonten-Computer als Klassiker der Mittleren Datentechnik. Zur Blütezeit der Magnetkonten-Computer zwischen 1960 und 1980 etablierten sich zahlreiche Systemhäuser als Dienstleister auf diesem Gebiet. Die ersten Systeme kamen bereits gegen Ende der 1950er Jahre auf den Markt und hielten sich bis in die frühen 1990er Jahre. Danach wurden sie endgültig von PC-Systemen verdrängt.
Auf dem Bild rechts ist eine Nixdorf 820 dargestellt ohne Magnetkontoeinzug, ein Bild mit dem Magnetkonteneinzug findet sich im Museum „technikum29“.

## Format
Eine Magnetkontokarte hatte häufig das Format DIN A4 und bestand aus Karton. Es gab bei der Anzahl, Anordnung und Abmessung der Magnetstreifen kein einheitliches Format. Jeder Hersteller von Magnetkonten-Computern verwendete mehr oder weniger sein eigenes Kartenformat. Aufgrund der vielen Formate der Magnetkontenkarten gab es auch große Unterschiede bei der digitalen Speicherkapazität.

## Technik
Ein Magnetkonten-Computer besteht aus:
- Rechner,
- Tastatur,
- Druckwerk, (Konsol-Drucker)
- Magnetkontokarten-Einzug,
- Anzeige (nur modernere Modelle, Luxusausstattung).

Auf dem Rechner lief ein für den jeweiligen Zweck angepasstes Programm. Anfänglich waren die Programme noch fest verdrahtet, später dann flexibler mit RAM und ROM ausgeführt. Die Anzahl der Spuren und auch die Kapazität der Magnetkontokarten variierte von Hersteller zu Hersteller. Über die Tastatur konnte mit dem Programm interagiert werden und die Buchungsdaten konnten hierüber eingegeben werden. Als Druckwerk zum Beschriften der Karten wurden verschiedenste Systeme eingesetzt, deren Technik sich analog mit der Schreibmaschine entwickelte. Wurden anfänglich Typenhebel verwendet, waren es später Kugelkopf und zuletzt Nadeldrucker.

## Verwendung
Magnetkonten wurden in der mittleren Datentechnik zur Buchführung verwendet. Man konnte auf ihnen Buchungsvorgänge zunächst wie auf einer herkömmlichen Kontokarte als maschinell gedruckte Buchungszeile vermerken, jedoch gleichzeitig die letzten Buchungsdaten digital auf der Karte speichern. Der Einsatz von Magnetkonten stellte im Gegensatz zum rein mechanischen Buchungsvorgang insoweit eine Verbesserung dar, dass nicht mehr der letzte Saldo von der Kontokarte abgelesen und in den Magnetkonten-Computer eingetippt werden musste, sondern vom Magnetkonten-Computer eingelesen und elektronisch verarbeitet werden konnte. Dem Buchhalter blieb mit diesem System nach wie vor die Möglichkeit, den Saldo und die Buchungsposten visuell von der Karte abzulesen. Der Arbeitsablauf blieb prinzipiell dem rein mechanischen Buchen ähnlich, wurde jedoch sehr beschleunigt. Nachdem die Karte in einen Leseschlitz eingelegt wurde, wird zunächst der Inhalt des Magnetstreifens gelesen. In den Daten ist auch die Zeilennummer der letzten Buchung gespeichert, damit das Druckwerk sich direkt in die nächste freie Zeile positionieren kann. Nach Eingabe der nächsten Buchungen wurden diese Daten auf die Karte zurückgespeichert und die Karte ausgeworfen. War die Karte voll konnte man einen Übertrag auf die nächste machen. Danach wiederholte sich dieser Ablauf für ein anderes Konto und dessen Karte. Eine entsprechende Programmierung des Magnetkonten-Computers ermöglichte weiter auch die automatisierte Prüfung von Buchungssaldo und Kontensaldo. Auch die Erstellung von Bilanzen konnte durch die Verwendung von Magnetkonten beschleunigt werden.

## Bedeutung
Der Magnetkonten-Computer beschleunigte den Buchungsvorgang, eliminierte potentielle Fehlerquellen auf der Anwenderebene und ermöglichte die elektronische Weiterverarbeitung von Buchungsdaten. Der Vielfalt an Möglichkeiten waren keine Grenzen gesetzt. Die ersten Modelle kamen bereits Ende der 1950er Jahre auf den Markt und waren technisch noch sehr beschränkt. Mit dem zunehmenden Einsatz von Computern in den größeren Unternehmen ab Mitte der 1970er Jahre wurden auch die Magnetkonten-Computer immer wieder angepasst und weiter in die Automation von Geschäftsabläufen integriert. Die letzten Modelle verfügten über Schnittstellen zu anderen Rechnersystemen und Massenspeichern, erzeugten aber nach wie vor ein gedrucktes Buchblatt für die Buchhaltung. Der starke Einsatz von Computern ab Mitte der 1970er Jahre führte zu einem Revival der bereits totgesagten Technik, als die Maschinen auch für den Mittelstand erschwinglich und als Einstieg in die EDV interessant wurden.

## Landesspezifische Besonderheiten
Im internationalen Vergleich sind Magnetkonten-Computer vor allem in Europa und hier vor allem in Deutschland und in Österreich im Einsatz gewesen. Ein Grund sind die besonderen Anforderungen der Finanzbehörden zwecks Überprüfbarkeit der Buchführung zu jeder Zeit. Während zum Beispiel in den USA mangels entsprechender restriktiver Gesetze schon gegen Ende der 1950er Jahre nahezu komplett auf elektronische Buchführung mit großen EDV-Anlagen umgestellt wurde, waren in Deutschland noch lange gedruckte Konten für die Buchprüfung zwingend vorgeschrieben. Das Magnetkonto diente de facto lange Zeit als Vermittler zwischen der althergebrachten Buchführung und der modernen elektronischen Datenverarbeitung.

## Hersteller und Modelle
- Anker
- IBM, Modell 6400[4]
- Kienzle, Modell 6000
- NCR, Modell 399[5]
- Nixdorf, Modell 820[6]
- Philips, Modell P 310 u. a.
- Ruf
- Siemag, Modelle Data 4000 / Data 8000[7]
- Triumph-Adler, Modell TA 100 und TA 1000
- Robotron, Modelle daro 1750 / daro 1840